# Amplificador de transconductancia variable
Un amplificador de transconductancia variable (en inglés Operational Transconductance Amplifier, OTA) es un amplificador en el cual la tensión diferencial de entrada produce una corriente de salida. Por lo tanto, es una fuente de corriente controlada por voltaje. Además, presenta una entrada de corriente adicional que sirve para controlar la transconductancia del dispositivo. El OTA es similar al amplificador operacional en que posee una etapa de entrada diferencial de alta impedancia y que puede ser usado con realimentación negativa.
Las primeras unidades en forma de circuito integrado comercialmente disponibles fueron producidas por RCA en 1969, antes de ser adquirida por General Electric, en la forma del circuito CA3080, hoy descontinuado, y se han mejorado desde entonces. Aunque la mayoría de las unidades está construida con transistores bipolares, se producen también unidades de transistor de efecto de campo. El OTA no es tan útil por sí mismo en la gran mayoría de las funciones de amplificador operacional estándar como el ordinario debido a que su salida es una corriente. Uno de sus principales usos es en la implementación de aplicaciones de control electrónico, tales como osciladores de frecuencia variable, filtros y etapas de amplificador de ganancia variable, que son más difíciles de implementar con amplificadores operacionales estándar.

## Diferencias principales con los amplificadores operacionales estándar
- Su salida es de corriente, en contraste con la del amplificador operacional estándar, que es de tensión.

- Se utiliza por lo general en la forma de "lazo abierto", sin realimentación negativa en aplicaciones lineales. Esto es posible debido a que la magnitud de la resistencia conectada a su salida controla su tensión de salida. Por lo tanto, se puede elegir una resistencia de manera tal que se prevenga que la salida esté en estado de saturación, incluso con voltajes de entrada diferenciales altos.

## Operación básica
En el OTA ideal, la corriente de salida es una función lineal de la tensión diferencial de entrada, calculada como sigue:
{\displaystyle I_{\mathrm {out} }=(V_{\mathrm {in+} }-V_{\mathrm {in-} })\cdot G_{\mathrm {msc} }}
donde {\displaystyle V_{\mathrm {in+} }} es la tensión de la entrada no-inversora, {\displaystyle V_{\mathrm {in-} }} es la tensión en la entrada inversora y {\displaystyle G_{\mathrm {msc} }} es la transconductancia en corto circuito del amplificador.
La tensión de salida del amplificador es el producto de su corriente de salida y su resistencia de carga:
{\displaystyle V_{\mathrm {out} }=I_{\mathrm {out} }\cdot R_{\mathrm {load} }}
La ganancia de tensión es entonces el cociente de la tensión de salida y la entrada de tensión diferencial:
{\displaystyle G_{\mathrm {voltage} }={V_{\mathrm {out} } \over (V_{\mathrm {in+} }-V_{\mathrm {in-} })}=R_{\mathrm {load} }\cdot G_{\mathrm {msc} }}
La transconductancia del amplificador es generalmente controlada mediante una corriente de entrada denotada como {\displaystyle I_{\mathrm {abc} }} (por la expresión inglesa amplifier bias current, corriente de polarización del amplificador). La transconductancia del amplificador es directamente proporcional a este corriente.

## Características no-ideales
Al igual que con el amplificador operacional estándar, los OTA prácticos tienen algunas características no ideales. Estos incluyen: 
- No linealidad de la etapa de entrada a mayores tensiones entrada diferenciales debido a las características de los transistores de la etapa de entrada. En los primeros dispositivos, tales como el CA 3080, la etapa de entrada se componía de dos transistores bipolares conectados en la configuración de amplificador diferencial. Las características de transferencia de esta conexión son aproximadamente lineales para tensiones de entrada diferenciales de 20 mV o menos.[1] Esta es una limitación importante cuando el OTA está siendo utilizado en lazo abierto ya que no hay realimentación negativa para hacer lineal la salida.
- Sensibilidad a la temperatura de transconductancia.
- Variación de parámetros tales como las impedancias de entrada y salida, corriente de polarización de entrada y entrada de tensión compensada respecto con a la corriente de control de transconductancia actual.

## Mejoras posteriores
Las primeras versiones de los OTAs carecían del terminal de corriente de polarización de entrada, ni los diodos cercano a éste, que fueron añadidos después en las versiones posteriores. Como se muestra en el diagrama adjunto, los ánodos de los diodos están unidos entre sí y el cátodo de uno está conectado a la entrada no inversora y el cátodo del otro a la entrada inversora. Los diodos están polarizados en los ánodos por una corriente que se inyecta en el terminal de {\displaystyle I_{bias}}. Estas adiciones hacen dos mejoras sustanciales al OTA. En primer lugar, cuando se utiliza con resistencias de entrada, los diodos distorsionan la tensión de entrada diferencial para compensar una cantidad significativa de no linealidad en la etapa de entrada a altas tensiones de entrada diferenciales. La adición de estos diodos aumenta la linealidad de la etapa de entrada por un factor de 4. Es decir, que con el uso de los diodos, el nivel de distorsión de la señal a 80 mV de entrada diferencial es la misma que el del amplificador diferencial sencillo a una entrada diferencial de 20 mV. En segundo lugar, la acción de los diodos de polarización compensa gran parte de la sensibilidad a la temperatura de la transconductancia del OTA.
Una segunda mejora es la integración de un amplificador buffer de salida opcional. Esto es en realidad una conveniencia para un diseñador de circuitos en lugar de una mejora; lo que evita la necesidad de emplear un buffer separado. También permite que el OTA para ser utilizado como un amplificador operacional tradicional, si se desea, mediante la conversión de su corriente de salida a voltaje.